# Ferdinand Bruckner
Theodor Tagger (Sofia, 1891 — Berlín, 1958) va ser un dramaturg i director teatral austríac que escriví amb el pseudònim de Ferdinand Bruckner.
Va publicar diverses col·leccions poètiques i va fundar la revista Marsyas on publicà obres d'autors com Alfred Döblin o Hermann Hesse. El 1922 va fundar Renaissance Theater a Berlín. Líder l'avantguarda teatral al seu país, va exiliar-se a França i als Estats Units durant l'ascens del nazisme on va escriure diverses obres crítiques amb el feixisme. Després de la guerra va tornar a Berlín on va treballar d'assessor al teatre Schiller.

## Obres
- Krankheit der Jugend (‘El mal de la joventut’, 1929)
- Die Verbrecher (‘Els criminals', 1929)
- Der Kampf mit dem Engel (‘El combat amb l'àngel', 1958)